# أردينس
أردينس، شركة تابعة لأنظمة سايتركس، وهي شركة تقنية مقرها الأساسي في والثام، ماساتشوستس مع ممثليها في واشنطن العاصمة، فرجينيا بيتش، دينتون، شيكاغو، وفي أوروبا والشرق الأوسط وفي أفريقيا والهند. وهي تطور منتج تسيير التطبيقات والأنظمة و منصة تطوير التطبيقات الأساسية المُدمجة.
في 20 ديسمبر 2006، شركة أنظمة سايتركس أعلنت عن صفقة جارية لضم أردينس إليها.
منتج تسيير التطبيقات والأنظمة تستخدم لنشر أنظمة التشغيل التالية: مايكروسوفت ويندوز، توزيعات سوزي لينكس، ريدهات لينكس وتيربو لينكس (Turbolinux)، بجانب كل تطبيقاتها، حيث الطلب من مخزن على الشبكة. حيث تسمح لأي كمبيوتر(حاسوب مكتبي، خادم، جهاز معلوماتي) يعتمد على معماريةإكس 86 بأن يتم إمداده أو إعادة إمداده  بنظم مباشرة للتعامل مع المكونات الصلبة.

## الجوائز
في 2005، أردينس فازت بجائزة أفق عالم الكمبيوتر (Computer World Horizon Award).
في 2006، أردينس فازت بأفضل عرض مرئي CRN وذلك في آي بي إم مشاركة العالم.

## وصلات خارجية
- الموقع الرسمي